# Худенє
Худенє (словен. Hudenje) — поселення в общині Шкоцян, регіон Південно-Східна Словенія, Словенія.